# ZenBook
ZenBook是华硕推出的一款Ultrabook品牌。ZenBooks品牌電腦机身由铝制成。首批ZenBook電腦于2011年10月发布。ZenBook的主要竞争对手是宏碁的Acer Aspire 、戴爾的戴尔灵越和戴尔XPS、惠普的惠普Pavilion、HP Stream和HP Envy 、联想集团的IdeaPad 、三星電子的三星Sens和东芝的Dynabook Satellite。    